# Josefína Špačková-Černochová
Josefína Špačková-Černochová (rozená Špačková, 29. ledna 1840 Podolí u Uherského Hradiště – 3. ledna 1902 Černotín u Hranic) byla česká spolková činovnice, novinářka, vydavatelka, sufražetka a feministka, jedna z nejvýznamnějších postav emancipace žen na Moravě. Po zahájení trestního stíhání jejího manžela vydavatele Josefa Černocha začala roku 1869 v Olomouci vydávat český vlastenecký časopis Našinec, čímž se stala první českou novinářkou a vydavatelkou.

## Život

### Mládí
Narodila ve vsi Podolí poblíž Uherského Hradiště v domě čp. 1 do rodiny hostinského Ignáce Špačka a jeho ženy Kateřiny, rozené Bejhálkové z Kožušic. Rodina se následně přestěhovala do Přerova, města se silnou česky mluvící populací, kde Josefína vyrůstala a vychodila obecnou školu. Díky rodičům získala vztah k českým kořenům a stala se vlastenkou. Roku 1865 se v Přerově provdala za Josefa Černocha (1838–1882). Přestěhovali se do Olomouce, jinak většinově německého města.

### Publicistická činnost
Černoch zde následně začal roku 1865, mimo jiné na popud své ženy, psát a vydávat periodikum Olomoucké noviny, kam Josefína svými texty rovněž přispívala. List se následně dostal do konfliktu s rakouskou cenzurou, Josef Černoch byl odsouzen za protirakouskou činnost, což se roku 1869 rozhodl po dohodě s manželkou vyřešit emigrací do Berlína (zde byl v kontaktu např. s Josefem Václavem Fričem). Černochová pokračovala ve vedení Olomouckých novin až do jejich úředního zastavení téhož roku.

### Našinec
Josefína Černochová se však publikační činnosti nehodlala vzdát a roku 1868 založila nový list s názvem Našinec, pod vlastním jménem, aby obešla zákaz uvalený na činnost jejího manžela. Název vymyslel Ignát Wurm. První číslo vyšlo již 20. března 1869. Jako vydavatelka byla rovněž cenzurně perzekvována, ovšem pouze formou finančních pokut, což vydávání listu nezastavilo. Fakt, že Černochová list ve své době vedla jako žena, byl ve své době raritní. Josef Černoch se v 70. letech z Německa vrátil a vedl list jako šéfredaktor, Černochová jej spravovala administrativně. Našinec vycházel nejprve dvakrát, od roku 1871 pak třikrát týdně (v úterý, ve čtvrtek a v sobotu večer), Našinec si následně získal oblibu v Olomouci i v dalších městech a regionech, posléze se stal jedním z největších česky psaných moravských tiskovin. Po smrti manžela roku 1882 pokračovala ve vedení listu sama.

### Spolková činnost
Následně začala zapojovat do české spolkové činnosti: stala se členkou ženského spolku Vlasteneckého spolku muzejního a národopisného, dámského výboru Národní jednoty pro východní Moravu či olomoucké pobočky Občanské besedy. Založila zde též Spolek paní a dívek, první český ženský spolek ve městě, jehož byla předsedkyní. Ten byl jakousi obdobu pražského Amerického klubu dam.
Byla oblíbenou olomouckou postavou, která byla ve městě známa pod přízviskem paní Našincová.

### Úmrtí
Josefína Špačková-Černochová zemřela 3. ledna 1902 na zápal plic při návštěvě u přátel v Černotíně u Hranic. Byla pohřbena pravděpodobně v Olomouci. Odkázala téměř veškeré své jmění Vlasteneckého spolku muzejního a národopisného a Pöttingeu v Olomouci, Ústřední matici školské a dalším.

### Rodina
Syn Josef Černoch mladší se stal učitelem, později ředitelem škol v Olomouci.